# 西武線スタンプラリーきっぷ

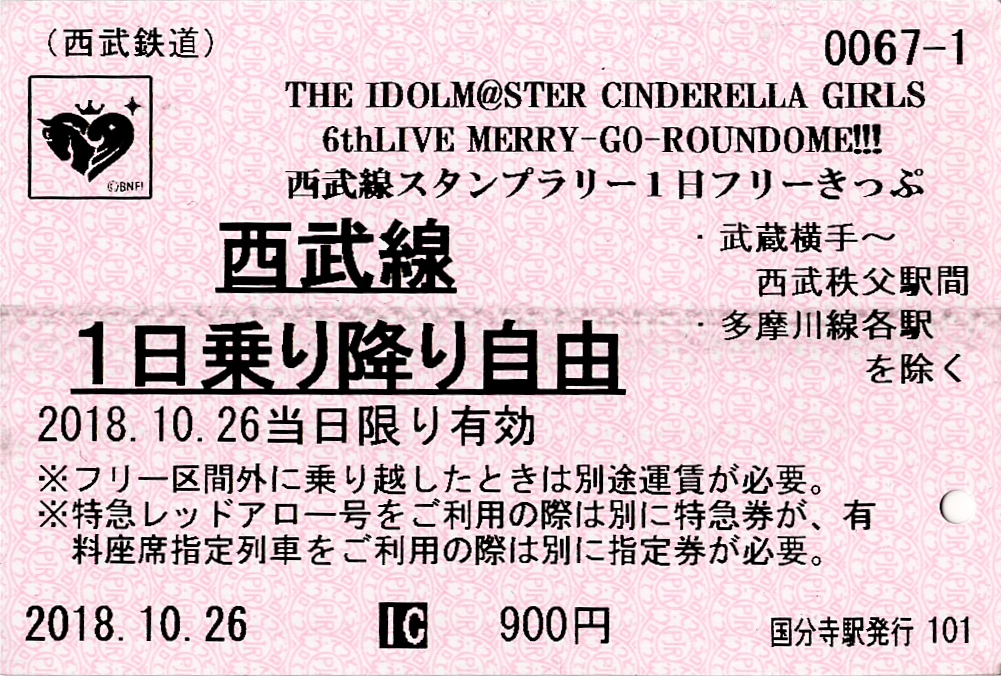
2018年秋　西武線スタンプラリー1日フリーきっぷ（アイドルマスター シンデレラガールズ）

西武線スタンプラリーきっぷ（せいぶせんスタンプラリーきっぷ）は、西武鉄道がスタンプラリーの期間に合わせて発売している一日乗車券である。

## 概要
毎年、季節ごとに実施しているスタンプラリー（年により開催時期等は異なる）に合わせて発売される一日乗車券。ラリーシート引換券とのセットである。
開催時期によっては、乗車券で西武園ゆうえんちにラリー期間中に限り1回入園可能。なお、西武園ゆうえんち内にスタンプ台が設置されるときもある。
また、スタンプラリーの開催期間に合わせてラッピング電車を運行することもある。 

2020年に関しては新型コロナウイルス感染症（COVID-19）の世界的流行の影響により、春季に予定されていたスタンプラリーが夏季に延期となった。再開後は、スタンプラリーきっぷについても駅窓口から自動券売機での発売に変更し、「西武線アプリ」を使用したデジタルスタンプラリーとして実施。 

### 発売額・有効区間
・発売額（2020年現在）
価格は、大人1000円・小児500円。有効期間は発売日当日限り。小竹向原駅を除くフリー区間内の駅窓口にて発売。（発売時間は 9時 - 16時）
※前掲のとおり、2020年夏季以降は自動券売機での発売（発売時間は始発 - 16時）に変更。
・有効区間（2020年現在）
武蔵横手駅 - 西武秩父駅間と、多摩川線を除くすべての路線に有効となっている。
また、特急列車（Laview・レッドアロー）や、有料座席指定列車（S-TRAIN）は、別途特急券・座席指定券を購入すれば乗車可能。

## タイアップ

### 春季
| タイアップ作品                    | 開催年          |
| --------------------------------- | --------------- |
| ケロロ軍曹                        | 2007年 - 2011年 |
| おかあさんといっしょ              | 2012年          |
| 映画 ドラゴンボールZ 復活の「F」  | 2015年          |
| かみさまみならい ヒミツのここたま | 2016年・2017年  |
| ラブライブ!サンシャイン!!         | 2018年          |

### 夏季
| タイアップ作品                                  | 開催年                  |
| ----------------------------------------------- | ----------------------- |
| プリキュアシリーズ                              | 2007年 - 2012年・2018年 |
| スーパー戦隊シリーズ                            | 2011年・2012年          |
| 風立ちぬ                                        | 2013年                  |
| 妖怪ウォッチ                                    | 2014年・2015年          |
| 映画 ひつじのショーン〜バック・トゥ・ザ・ホーム | 2015年                  |
| 劇場版 アイカツスターズ!                        | 2016年                  |
| スナックワールド                                | 2017年                  |
| 劇場版 仮面ライダービルド Be The One            | 2018年                  |
| ライオンキング                                  | 2019年                  |
| 映画 ドラえもん のび太の新恐竜                  | 2020年                  |
| ヒプノシスマイク                                | 2020年                  |

### 秋季
| タイアップ作品                             | 開催年 |
| ------------------------------------------ | ------ |
| 映画 GAMBA ガンバと仲間たち                | 2015年 |
| ラブライブ!サンシャイン!!                  | 2017年 |
| アイドルマスター シンデレラガールズ        | 2018年 |
| ラブライブ! スクールアイドルフェスティバル | 2019年 |

### 冬季
| タイアップ作品                 | 開催年 |
| ------------------------------ | ------ |
| カードファイト!! ヴァンガード  | 2011年 |
| 映画 ドラえもん のび太の新恐竜 | 2020年 |